# Адамівська сільська рада (Погребищенський район)
| Адамівська сільська рада — сільська рада у складі Погребищенського району Вінницької області. Адміністративний центр — село Адамівка. Сільській раді були підпорядковані населені пункти: - с. Адамівка - с-ще Погребище Перше |

## Склад ради
Рада складалася з 16 депутатів та голови.

## Керівний склад сільської ради
| ПІБ                         | Основні відомості                                                                         | Дата обрання | Дата звільнення |
| --------------------------- | ----------------------------------------------------------------------------------------- | ------------ | --------------- |
| Корнійчук Лідія Іванівна    | Сільський голова, 1950 року народження, освіта, член Народно-демократичної партії України | 26.03.2006   | 31.10.2010      |
| Вовченко Віктор Миколайович | Сільський голова, 1973 року народження, освіта середня спеціальна, безпартійний           | 31.10.2010   |                 |

Примітка: таблиця складена за даними джерела